# Advance Wars
Advance Wars è un videogioco basato sul genere strategico a turni, sviluppato per Game Boy Advance dalla Intelligent Systems e pubblicato dalla Nintendo nel 2001. Advance Wars è il primo capitolo di una serie che comprende i seguiti: Advance Wars 2: Black Hole Rising, Advance Wars: Dual Strike e Advance Wars: Dark Conflict (questi ultimi per Nintendo DS).

## Trama
Le vicende prendono luogo nel continente di Cosmolandia. Inspiegabilmente, le nazioni alleate si ritrovano sotto ingiustificato attacco da parte di colui che inizialmente viene interpretato come alleato e riconosciuto nella persona di Andy, UC (Ufficiale comandante) emergente dello stato di Orange Star. Tutte le alleanze vengono rescisse, è guerra totale e le nazioni alleate intraprendono azioni offensive e difensive nei confronti del presunto stato aggressore. Orange Star, ancora ignara del perché di tanto accanimento nei suoi confronti, non può far altro che reagire agli attacchi ed avvia indagini per proprio conto, le quali vengono sviluppate incontrandosi (o meglio, scontrandosi) con gli UC delle altre nazioni. Verso la metà della campagna militare, un UC di Yellow Comet, Sonja, figlia del generale Kanbei, intuisce che sotto gli attacchi è tesa una trama molto più intricata e complicata di quanto inizialmente fosse stato ipotizzato; ragion per cui mette al corrente le nazioni alleate della propria ipotesi ed avvia personalmente delle indagini volte a far luce sui misteri.
Nonostante tutto, le battaglie proseguono, con il doppio scopo di fermare Orange Star nel caso in cui le congetture di Sonja si fossero rivelate infondate e di ingannare l'oscuro nemico nel caso si fossero rivelate vere. Le indagini danno immediatamente i frutti sperati e gli UC di Orange Star vengono sapientemente dirottati verso il vero responsabile delle tensioni, un UC artificiale con le sembianze del giovane Andy: le alleanze vengono immediatamente ripristinate accostate da scuse non ufficiali tra i vari UC ed una nuova guerra viene intrapresa contro questo clone. In realtà Sonja, approfondendo le proprie indagini, giunge dinnanzi al reale artefice, un robot alieno che fa di guerra, morte e distruzione il proprio credo; la ragazza cade successivamente in trappola di Sturm (questo è il suo nome) e gli UC di tutte le nazioni affronteranno un'ultima disperata battaglia per liberare la ragazza ed il proprio mondo dalla minaccia del nemico.

## Modalità di gioco
L'obiettivo del gioco è quello di sconfiggere le truppe nemiche nelle varie mappe procedendo man mano con lo sviluppo della storia. I metodi sono generalmente due: sconfiggere ogni unità nemica oppure conquistare il loro QG (quartier generale); tuttavia, nella modalità principale, la Campagna, può  succedere che siano richieste delle varianti, come resistere un certo numero di turni, vincere in non più di un certo numero di turni oppure distruggere una sola unità nemica fondamentale o altro ancora.
Il giocatore meno esperto può anche scegliere di arrendersi al proprio nemico, ma, per quanto domini una battaglia, non si può aspettare altrettanto dall'avversario.

### Modalità Campagna
La modalità principale si presenta come un'enorme mappa di Cosmolandia, divisa in regioni, alla stessa maniera di quella di Risiko. Ogni regione, poi, rappresenta un livello da superare: essi avvengono in una predefinita successione e vanno vinti tutti, una per una, secondo l'ordine dato dalla storia, tranne per alcuni casi in cui si può decidere quale livello affrontare: in base alle scelte effettuate cambieranno leggermente i dialoghi che, in mezzo ai vari livelli, arricchiscono l'intreccio della trama. Lungo la campagna, inoltre, si presenteranno al giocatore diversi UC da utilizzare in una battaglia a sua completa discrezione, per quanto la scelta non risulti spesso fondamentale (dal momento che in tutta la campagna, fatta eventualmente eccezione per l'ultimo livello, gli UC giocabili sono solo tre). Dopo aver conquistato la regione (e quindi dopo aver superato la missione), su di essa apparirà una bandiera in segno di vittoria.

### Sistema di combattimento
Come in una partita a scacchi, una battaglia si alterna a turni ora del giocatore, ora di un avversario. Ciascun giocatore (player o computer), nel proprio turno, può decidere se muovere le proprie truppe ed eventualmente attaccare con esse, conquistare edifici oppure creare delle nuove unità ecc; quando il giocatore ha finito, si passa il turno e, dopo che tutti hanno giocato, inizia un nuovo giorno e si ricomincia il giro. Altra analogia con gli scacchi è il fatto che dopo aver mosso ogni singola truppa non si può tornare indietro nella scelta e bisognerà aspettare fino al proprio turno successivo per poterla muovere ancora: spetta quindi al giocatore scegliere la mosse migliori da fare e ragionare in base al prossimo contrattacco nemico.Solo le fanterie normali o meccanizzate possono prendere gli edifici.

## Mappe
Le mappe sono viste con un'inquadratura dall'alto e divise come una scacchiera dove ogni riquadro può presentare varie tipologie d'ambiente ed una sola unità alla volta: queste ultime potranno così affrontarsi su terreni dalle caratteristiche specifiche e su diversi tipi di edifici.

### Edifici
Gli edifici presenti sulle mappe rappresentano il maggior punto di forza per giungere alla vittoria rapidamente: contribuiscono ad ogni turno con 1000 fondi, utili a costruire nuove truppe, e come riparo da attacchi nemici, poiché restituiscono alle unità, sopra posizionatesi, 2 PV (punti vita), munizioni e carburante, ed una miglior difesa (espressa in stelle) rispetto ai semplici territori. A parte il quartier generale, tutti gli altri edifici, possono essere sotto il proprio controllo, sotto quello nemico, oppure semplicemente neutri. 
- QG (quartier generale): ogni esercito possiede in ogni mappa un unico QC che, nel caso venga conquistato dai nemici, determina la propria sconfitta. È, perciò, l'edificio più importante e, di conseguenza, anche quello con maggior valore di difesa (quattro stelle su cinque).

- Basi: nelle basi si riforniscono di 2 PV, carburante e munizioni, le varie unità di terra oppure, in ciascun turno, se ne possono creare di nuove, anche se queste ultime non potranno né muoversi né attaccare fino al turno successivo. Le basi hanno come valore di difesa tre stelle.

- Aeroporti: hanno le stesse funzioni delle basi; cambia solo che riguardano le unità aeree.

- Porti: come le basi e gli aeroporti, ma per le unità navali.

- Città: sono il tipo di struttura più comune in Advance Wars, eppure sono le uniche che non contribuiscono a creare nuove unità, ma solo a rifornire quelle di terra (come le basi).

### Terreni
Ogni tipo di terreno influenza direttamente lo spostamento delle truppe, poiché esistono delle restrizioni di transito (ad esempio, le truppe di terra non possono andare via mare). Ciascun territorio ha anche un suo valore di difesa, che però è generalmente più basso di quello degli edifici.
- Strade: sono agevoli da percorrere per qualsiasi tipo di unità, tuttavia non offrono alcuna protezione.

- Piane: leggermente meno agevole delle strade per quanto riguarda i veicoli che viaggiano su gomma, offrono in ogni caso un valore di difesa pari a una stella.

- Boschi: oltre a una difesa pari a due stelle, in caso di nebbia, le unità qui sono visibili solo da unità aeree.

- Monti: dispongono di un enorme valore di difesa (quattro stelle), ma, tra tutti i mezzi terrestri, solo la fanteria può attraversarle; inoltre, in caso di nebbia, la visibilità della fanteria sale di tre punti.

- Ponti: permettono alle unità di terra di guadare i fiumi, però non danno alcuna copertura.

- Spiagge: qui le navi da sbarco caricano e scaricano le loro unità; sono senza alcun valore di difesa.

- Mare: può essere attraversato solo da unità navali ed aeree e, con le sue zero stelle di difesa, rappresenta perlopiù un ostacolo piuttosto che un luogo di riparo.

- Scogli: simili ai boschi ma con una sola stella di difesa, con la nebbia, le unità qui sono visibili solamente da unità aeree.

## UC (Ufficiali Comandanti)
Gli UC rappresentano i personaggi chiave dell'intera storia: divisi nelle cinque nazioni principali (Orange Star, Blue Moon, Yellow Comet, Green Earth e Black Hole), ognuno di loro presenta caratteristiche uniche, con le loro forze e debolezze e, soprattutto, una propria virtù.

### Virtù UC
La virtù rappresenta l'asso nella manica di ogni UC: visibile come una barretta sotto il nome di ogni UC, si carica ogni qualvolta danneggia un'unità nemica o al contrario subisce un danneggiamento (nel secondo caso l'effetto di riempimento è maggiore); la stessa si svuota ogni qualvolta viene utilizzata e, nel turno nemico subito posteriore, non può ricominciare a riempirsi dal momento che nelle unità permane ancora l'effetto della virtù stessa (visibile dal loro intermittente lampeggiamento). Non esiste parità tra i poteri UC dal momento che alcuni sono visibilmente più forti ed efficienti di altri; tutti inoltre richiedono lo stesso tempo (in termini di danneggiamenti) per caricarsi.
L'uso di una virtù ed il momento in cui viene esso effettuato, assieme alla compatibilità dell'UC scelto in relazione alle circostanze di una battaglia, possono anche capovolgere le sorti della stessa, ragion per cui spetterà al giocatore elaborare una strategia vincente di volta in volta.

### UC Principali e loro Virtù
Andy
UC emergente dello stato di Orange Star, è il protagonista e la "vittima" della campagna (vedi quanto riportato nella Storia). Non presenta punti di forza o debolezze particolari, è insomma l'UC standard per eccellenza.Il suo potere UC ricarica le proprie unità danneggiate di 2 PV, con 10 PV come limite massimo.
Max
Valoroso UC compagno e compatriota di Andy, è l'uomo forte del gruppo ed un fedele compagno di viaggio. I suoi mezzi motorizzati ad attacco diretto sono più potenti di quelli di Andy, mentre pecca nella gittata delle armi indirette (lanciamissili ed artiglieri, ad esempio) e nella loro forza.Il suo potere UC rinforza ulteriormente i mezzi ad attacco diretto ed aumentano di uno la loro eventuale avanzata.
Sami
Il soldato del gruppo, affidabile e disponibile anche alle missioni suicide, garantendo alte percentuali di successo. Naturalmente, fa della fanteria il proprio cavallo di battaglia, con fuoco e capacità di conquista maggiorati rispetto ai suoi amici. Non eccellente in tutto il resto.Il suo potere UC potenzia il fuoco e l'avanzata della fanteria.
Olaf
Generale di Blue Moon, sbruffone ed arrogante ma, nonostante tutto, un validissimo UC senza punti deboli in particolare. Non ha rivali nelle lotte su neve, ma presenta grossi problemi in quelle su pioggia.Con il suo potere UC riesce a scatenare una tormenta, causando problemi di spostamento alle unità nemiche.
Grit
Un pigro e pavido mercenario al soldo di Blue Moon che cela la sua reale affidabilità: esperto cecchino e particolarmente dotato nell'uso delle armi a lunga gittata, ma non molto abile con le unità ad attacco diretto.
Kanbei
Imperatore e primo generale della nazione di Yellow Comet, nonché un padre particolarmente premuroso. Tra tutti gli UC del gioco, è di gran lunga il più potente e dimostra di non avere rivali nelle mappe di pre-schieramento. Ha un unico punto debole: spende il 20% in più del normale per schierare le sue unità, ragion per cui si rivela efficiente solo nelle mappe con copiose fonti di guadagno.Il suo potere UC rende ancor più devastanti le sue unità in termini di attacco e difesa.
Sonja
Alla figlia di Kanbei, asso dell'informatica ed esperta di strategia bellica, va il merito di aver per prima intuito le oscure trame di Sturm (vedi quanto riportato nella storia). In quanto alle sue potenzialità come UC, è validissima nelle battaglie con nebbia, godendo di una maggiorazione di visibilità rispetto agli altri UC ma, al di là di altri piccoli vantaggi, non si può considerare potente quanto il padre o altri UC.
Eagle
Il padrone incontrastato dei cieli, gestisce l'aviazione dello stato di Green Earth e porta rancore verso Andy a causa del clone che semina distruzione nel suo stato. È il primo a scusarsi una volta fatta luce sulla vicenda. Non ha rivali per quanto riguarda le unità aeree che, oltre ad una maggiore potenza di fuoco, consumano meno carburante del normale.Il suo potere UC, forse il più utile di tutto il gioco, predispone un "secondo turno consecutivo" che permette alle unità che già hanno eseguito la propria mossa di rieffettuarne un'altra (fatta eccezione per la fanteria) a scapito però della loro potenza di fuoco
Drake
Essendo particolarmente debole nell'ambito navale, Eagle affida a Drake, un ex-pirata e coraggioso lupo di mare, la gestione della flotta navale. Costui è appunto l'UC più affidabile nelle battaglie marine, riesce perfino a causare tempeste che danneggiano le unità nemiche e ne riducono il carburante. Simmetricamente al suo compatriota, è debolissimo nell'uso di unità aeree.
Sturm
Il vero cattivo del gioco, è un alieno che si propone di distruggere i mondi che invade. A tale scopo ha creato un clone di Andy e, all'insaputa di tutti, ha creato Black Hole, uno stato clandestino su un isolotto neutrale. È indubbiamente molto potente, per lui non valgono i limiti di avanzamento sui terreni al di fuori delle naturali limitazioni dei mezzi (chiaramente non può mandare carri armati per fiumi o monti) e gode di una maggiorazione nella potenza di fuoco di ogni unità. Il suo potere UC scaglia un devastante meteorite che manda a due i PV di ogni unità che cade nel suo raggio d'azione (un solo PV se l'unità colpita era stata precedentemente danneggiata).